# 웨섬

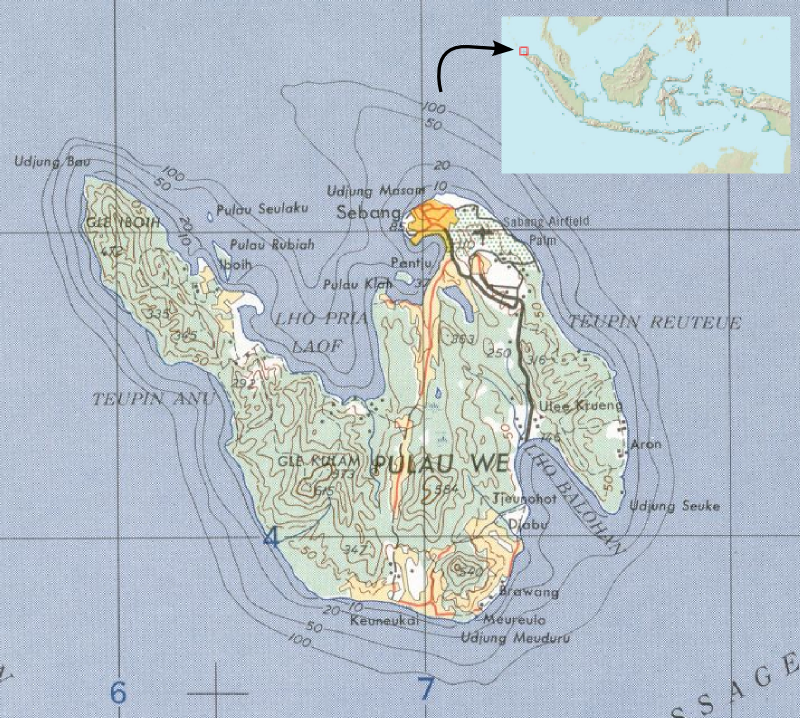
웨섬 지도

웨섬(인도네시아어: Pulau Weh 또는 Pulo Weh)은 인도네시아 수마트라섬 북서부에 위치한 작은 화산섬으로, 안다만해와 접한다. 최고점은 617m이며 섬에서 가장 큰 도시는 사방(인도네시아 최북단과 최서단에 위치한 도시)이다.
이 곳에 서식하는 생태계가 특징이며 인도네시아 정부에서는 이 곳을 둘러싸고 있는 육지와 바다 60km2를 생태계 보존 지역으로 지정해 관리하고 있다.